# 松井秀喜
松井秀喜（日语：／ Matsui Hideki，1974年6月12日—），出身於日本石川縣能美市，前職業棒球選手，守備位置為外野手，以擅長全壘打而聞名，有「哥吉拉」的綽號。2003年來到美國職棒大聯盟加盟紐約洋基，守備位置為左外野手，因為受膝傷困擾2009年球季擔任指定打擊。他是2009年世界大賽最有價值球員得主。2012年12月28日宣布退休。

## 經歷

### 三級棒球時期
松井秀喜最初接觸棒球時是一名右打者，受兄長影響與崇拜打者掛布雅之，成為左打者。中學就讀根上中學校，當時松井要在柔道及棒球之間作出一個抉擇，他最後選擇了棒球。星稜高校山下智茂教練看到松井的才能，當時松井過胖（体重有90公斤），山下要求松井減肥至80公斤。
高中前期就讀於石川縣立小松明峰高校，但山下智茂不斷勸誘他轉校，他最終轉到星稜高校就讀，在棒球部最初守備位置是投手，很快轉為一壘手，然後成為三壘手，參加過四次甲子園比賽。高一夏季第一圈賽事被任命為第四棒，不過沒擊出安打，校隊被淘汰出局。
高二參加夏季甲子園。在第三輪對龍崎第一高中时，在甲子園打出高中生涯第一支全壘打，在該年經隊友投票，成為了隊長。秋季協助球队於明治神宮大賽勝出。
高三首次參加春季高中選拔賽，在半準決賽被天理高校淘汰。夏季賽事第二輪面對明德義塾獲單場連5次敬遠（故意保送）紀錄，明德義塾成功用此戰術擊敗星稜，成為了當時的新聞話題，明德義塾總教練馬淵史郎暗示松井有成為職業球員的潛力。9月代表日本參加韩国首爾特別市舉行的日美韓三國棒球賽事

### 巨人時代
在選秀會前多個傳媒記者在星稜高中校外等候，報導這位新秀的消息。1992年11月的選秀會同時被讀賣巨人、中日龍、阪神虎、與大榮鷹（現福岡軟體銀行鷹）四支球團第一指名，最終經由抽籤，由當時擔任巨人隊監督的長嶋茂雄抽中交涉權，讀賣巨人後以1億2000萬日圓契約金、新人球季年薪720萬日圓的代價，順利網羅松井入團。
1993年季前熱身賽中松井是第七棒球員，但是未習慣職棒的節奏，無法如願在開幕戰登錄一軍名單中，但在二軍聯盟季賽中表現出色，12場比賽打率高達.375另擊出4支全壘打，5月1日立即被拔擢昇上一軍，當天面對東京養樂多燕子有初安打初打點的演出，次日並於高津臣吾手中擊出個人日職生涯首支的全壘打。6月返回二軍，8月再於一軍亮相。當年球季一共擊出11支全壘打，至今仍是中央聯盟高中畢業打者新人球季的最高紀錄。
1994年的開幕戰單場擊出雙響砲，4月首度獲得單月MVP打者的殊榮。這一年也首度獲選明星賽，首戰因被排為先發第四棒，又締造了央聯全明星隊史上最年輕第四棒的新紀錄。讀賣巨人隊當年也靠著松井秀喜、落合博滿以及被並稱為巨人平成三本柱的齋藤雅樹、槙原寬己、桑田真澄等球員的傑出貢獻，如願在成軍60週年奪得日本職棒的總冠軍獎盃。由於當時美國聯棒大聯盟正值罷工，登上美國體育雜誌體育畫報的封面人物。
1995年季賽擊出22支全壘打，首度入獲央聯年度最佳九人獎。8月24日首次以第四棒先發。
1996年首次在開幕戰以第四棒登場，5月改由落合博滿打第四棒，松井是第三棒。在7月8月的好表現使他連續兩個月成為最有價值球員以及中央聯盟最有價值球員。季末與山崎武司及大豐泰昭爭奪全壘打王。但在最後一場賽事全被故意保送，未能成為全壘打王。打擊率.314、擊出38支全壘打及99個打點。其年薪倍增至1億6000萬日幣。
1997年4月27日對廣島東洋鯉魚達到第100支全壘打。4月狀態最好，擊出10支全壘打，之後成績稍差。整季打擊率維持3成多一點，擊出37全壘打，但再次在全壘打排名第二。
1998年松井在季前集訓左膝受傷，結果第四棒改由清原和博。4月打擊率只有.190以及2支全壘打。5月狀態回復，成為了MVP。松井在該球季擊出34支全壘打，成為年度全壘打王。
1999年6月5日至6月10日連續五場比賽取得全壘打。在7月30日對廣島的比賽中因腹痛以代打上場。今季在全壘打王排名第二。
2000年成為巨人隊常規第四棒球員，是繼1950年川上哲治以來，每場比賽以第4棒出賽。該季松井成為全壘打王、打點王及最高出壘率。2000年日本大賽成為了日本大賽最有價值球員。另外獲得日本棒球最高榮譽的正力松太郎獎。在11月日美棒球對抗賽後，表示無意加入大聯盟。11月21日獲石川縣頒發縣民榮譽獎。他的合約增至5億日圓。
2001年4月12日對中日龍賽事上陣1000場取得第250支全壘打。由5月5日至8月13日松井創下連續65場比賽出壘的紀錄。9月27日在單場賽事打出三支壘打。松井在該年首次成為打擊王，不過全壘打只有31支。巨人隊以6億1千萬日圓與他續約，並宣佈打完2002年比賽後行使自由球員的權利。
2002年松井的目標是成為「日本第一」及「三冠王」。4月取得自由球員資格。7月9日面對黑田博樹取得第300支全壘打。在28歲達成這目標，僅較王貞治27歲3個月，在1200場比賽達到此目標，是日本職棒第六快。。9月7日對廣島比賽創下日本職棒的新紀錄，連續五年得分超過100。由於季尾打擊能力稍差，因此打擊王被福留孝介取得，而松井則成為全壘打王、打點王以及最高出壘率。當巨人在日本大賽擊敗西武獅後，松井宣佈挑戰美國職棒大聯盟。

### 洋基時代

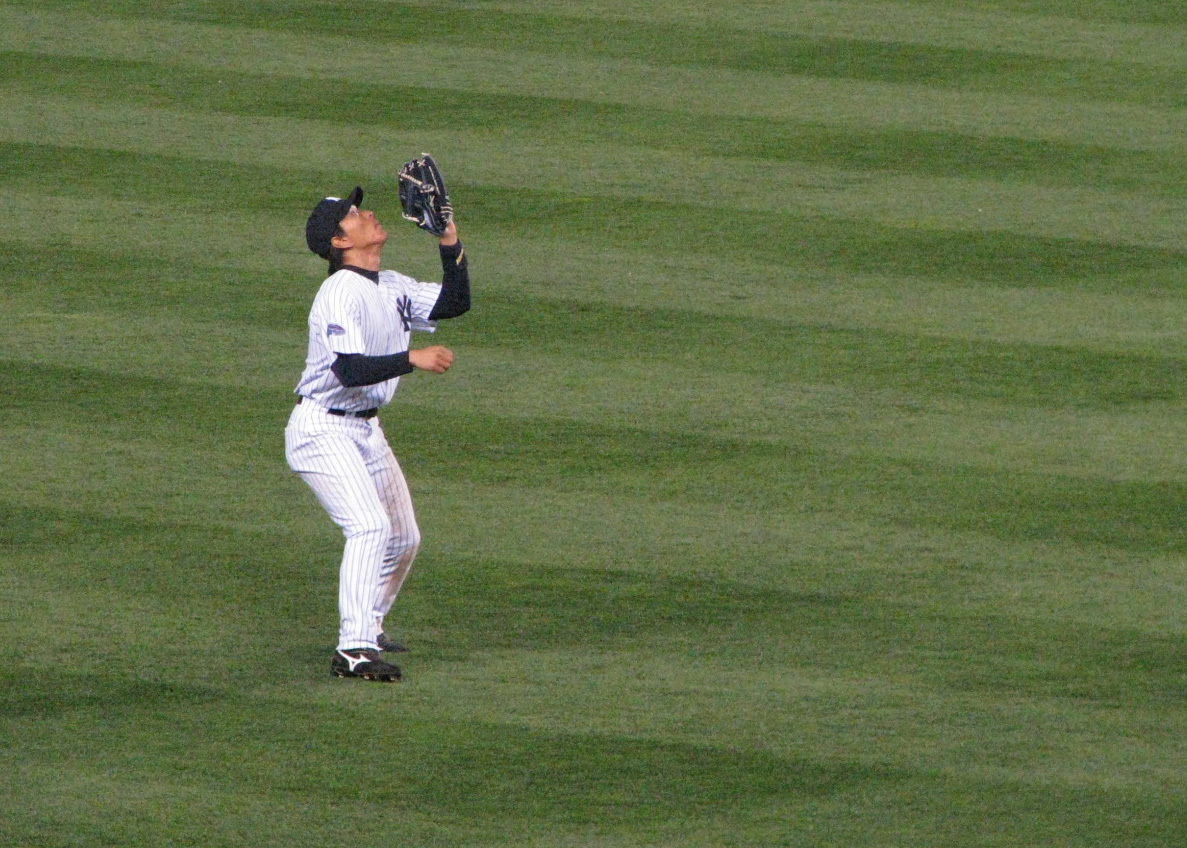
松井秀喜準備接高飛球。

2002年松井和紐約洋基隊簽下3年2100萬美金的合約，正式進入美國大聯盟。2003年松井從洛伊·哈勒戴手中敲出大聯盟的第1支安打，也是大聯盟的第1發全壘打、第1分打點及第一個得分。在該年松井首次入選明星賽，取得1支安打。在美國聯盟的最佳新人獎中，以些微票數之差輸給洛杉磯安那罕天使的安格·贝罗阿，屈居第二。該季只得16支全壘打。
2004年為增加全壘打數目，松井特別鍛鍊上半身的力量在東京巨蛋對坦帕灣魔鬼魚的開幕戰中擊出1支全壘打。結果全壘打數增至31支。
2005年的打擊率達.305及116個打點。由於季後松井將成為自由球員，紐約洋基隊和松井簽下4年5200萬美金的延長合約，並且松井有拒絕交易的選擇權。
松井而拒絕參加2006年世界棒球經典賽，原因是專心於球隊。
2006年5月11日松井終止從讀賣巨人（1993年8月22日）以來，連續出場1768比賽的紀錄。此外在大聯盟由初出道連續出賽518場紀錄，是一項非官方非承認的紀錄。在他的第519場大聯盟賽事中，在第一局賽事中守備時弄傷，因而無法再上陣。目前美國棒球研究學會承認這項紀錄。直到9月才復出，該季只出賽51場，打擊率為.302。
2007年5月6日，松井對西雅圖水手比賽中，達到日美2000支安打的目標，成為了日本名球會的一員。2007年首次被選為月度最佳球員。2007年8月5日，面對堪薩斯市皇家隊，擊出在大聯盟生涯第100支全壘打，是第一位日本球員達到大聯盟100支全壘打。在該球季，作出10次犧牲打，在美聯排行第三。在球季結束後，舊金山巨人有意用兩名投手與松井交易。

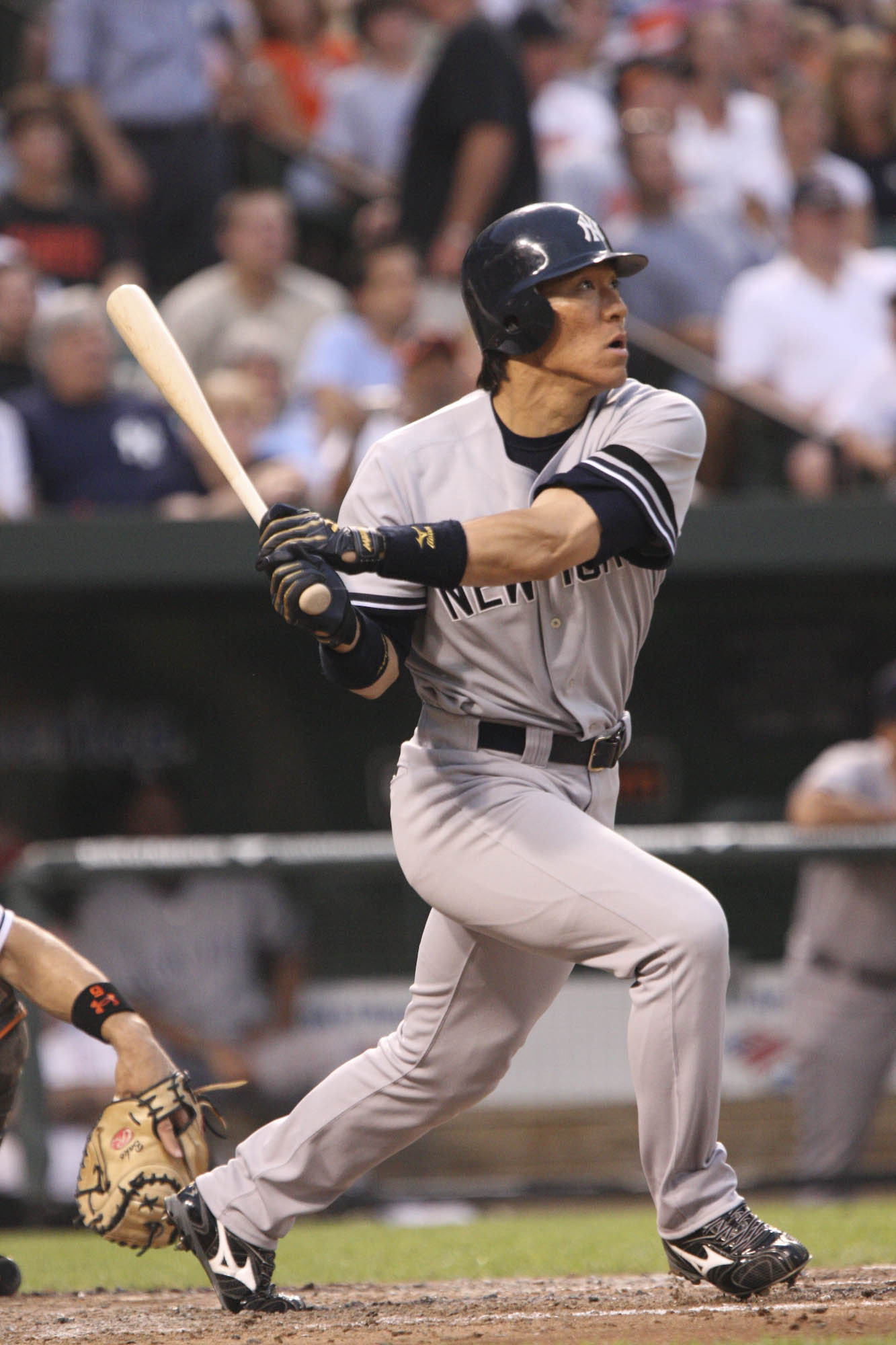
2007年時，松井秀喜於紐約洋基隊。

2008年開始，由於舊病復發的關係，松井在今季開始以指定打擊的球員登場，在跨聯盟賽事中，只能以代打上陣。9月22日左膝接受內視鏡手術，打擊率.294，99支安打及45個打點。
2009年世界棒球經典賽，由於左膝在不久之前做過手術，基本上沒可能出席。但日本隊教練原辰德仍將他的名字登錄在後備名單之上。2009年1月16日正式從登錄名單上刪除他的名字。
2009年8月22日與24日松井在芬威球場和波士頓紅襪隊系列賽，第一戰和第三戰都打出單場2發全壘打，生涯單場2支全壘打累積到6場。
2009年8月24日，松井在芬威球場從賈許·貝基特手中擊出2發全壘打，這個系列賽共擊出4發全壘打9分打點。松井在2009年8月的打擊表現，24場比賽繳出2成81的打擊率，8發全壘打，25分打點，而獲當選8月最佳表現球員。2009年9月19日，松井在西雅圖水手隊的主場擊出本季第26發全壘打，打破洋基隊隊史裡面唐·贝勒所保持在指定打擊位置擊出最多全壘打的紀錄。2009年11月5日世界大賽第六戰，松井在紐約洋基的主場4打數3安打，6分打點追平世界大賽單場最多打點紀錄，終場洋基7:3打敗費城費城人，松井成為世界大賽最有價值球員，這也是大聯盟史上第一次球員以指定打擊身份拿到世界大賽最有價值球員MVP，也是第一位世界大賽MVP的日本籍球員，同時也是第一位，在世界大賽從未上場守備卻拿下MVP的人。

### 洛杉磯天使
2009年12月14日，松井和洛杉磯天使簽下1年650萬美金的合約。2010年球季，在145場比賽中繳出0.274打擊率、21發全壘打和84分打點的成績，球季結束以後沒有獲得天使續約而成為自由球員。

### 奧克蘭運動家
2010年12月14日，和奧克蘭運動家簽下1年425萬美金的合約。

### 坦帕灣光芒隊
2012年5月2日，和坦帕灣光芒隊簽下小聯盟合約，據傳年薪僅全盛時期的十分之一。
5月29日，以身穿35號重返大聯盟球場，先發面對白襪隊投手首打席就是兩分砲，宣告「日本酷斯拉」回歸。
6月1日，先發鎮守左外野，面對陳偉殷第一球就掃出兩分砲，也是松井秀喜在大聯盟的最後一支全壘打，帶領光芒5比0擊退金鶯隊。
7月26日，因左大腿傷勢，連續18打席無安打，遭球團放置到指定讓渡名單並移出40人名單。
12月28日，宣布引退，在美國大聯盟生涯記錄，總計10年生涯待過洋基、天使、運動家和光芒等隊伍，出賽1236場，繳出175轟、760打點和平均打擊率2成82。

### 紐約洋基
2013年5月31日宣布跟紐約洋基簽下一日小聯盟合約。
7月29日，紐約洋基在第55場洋基主場賽事，為背號55號的松井秀喜辦引退儀式。松井秀喜上場為比賽開球。在球賽結束後的退休儀式中，接受洋基球迷的歡呼，正式光榮退休。

## 生涯成績

### 日本職棒成績
| 年度   | 出賽 | 打數 | 得分 | 安打 | 二壘打 | 三壘打 | 全壘打 | 打點 | 四死球 | 三振 | 盜壘 | 打擊率 | 上壘率 | 長打率 | 年薪（萬日圓） |
| ------ | ---- | ---- | ---- | ---- | ------ | ------ | ------ | ---- | ------ | ---- | ---- | ------ | ------ | ------ | -------------- |
| 1993年 | 57   | 184  | 27   | 41   | 9      | 0      | 11     | 27   | 17     | 50   | 1    | .223   | .296   | .451   | 720            |
| 1994年 | 130  | 503  | 70   | 148  | 23     | 4      | 20     | 66   | 57     | 101  | 6    | .294   | .367   | .475   | 2,100          |
| 1995年 | 131  | 501  | 76   | 142  | 31     | 1      | 22     | 80   | 62     | 93   | 9    | .283   | .362   | .481   | 6,200          |
| 1996年 | 130  | 487  | 97   | 153  | 34     | 1      | 38     | 99   | 71     | 98   | 7    | .314   | .400   | .622   | 8,000          |
| 1997年 | 135  | 484  | 93   | 144  | 18     | 0      | 37     | 103  | 100    | 84   | 9    | .298   | .419   | .564   | 16,000         |
| 1998年 | 135  | 487  | 103  | 142  | 24     | 3      | 34     | 100  | 104    | 101  | 3    | .292   | .408   | .562   | 22,000         |
| 1999年 | 135  | 471  | 100  | 143  | 24     | 2      | 42     | 95   | 93     | 99   | 0    | .304   | .416   | .631   | 28,000         |
| 2000年 | 135  | 474  | 116  | 150  | 32     | 1      | 42     | 108  | 106    | 108  | 5    | .316   | .438   | .654   | 35,000         |
| 2001年 | 140  | 481  | 107  | 160  | 23     | 3      | 36     | 104  | 120    | 96   | 3    | .333   | .463   | .617   | 50,000         |
| 2002年 | 140  | 500  | 112  | 167  | 27     | 1      | 50     | 107  | 114    | 104  | 3    | .334   | .461   | .692   | 61,000         |
| 累績   | 1268 | 4572 | 901  | 1390 | 245    | 16     | 332    | 889  | 844    | 934  | 46   | .304   | .413   | .582   | 239,020        |

### 美國職棒成績
| 年度   | 出賽 | 打數 | 得分 | 安打 | 二壘打 | 三壘打 | 全壘打 | 打點 | 四死球 | 三振 | 盜壘 | 打擊率 | 上壘率 | 長打率 | 年薪（換算萬日圓） |
| ------ | ---- | ---- | ---- | ---- | ------ | ------ | ------ | ---- | ------ | ---- | ---- | ------ | ------ | ------ | ------------------ |
| 2003年 | 163  | 623  | 82   | 179  | 42     | 1      | 16     | 106  | 63     | 86   | 2    | .287   | .353   | .435   | 72,000             |
| 2004年 | 162  | 584  | 109  | 174  | 34     | 2      | 31     | 108  | 88     | 103  | 3    | .298   | .390   | .522   | 84,000             |
| 2005年 | 162  | 629  | 108  | 192  | 45     | 3      | 23     | 116  | 63     | 78   | 2    | 305    | .367   | .496   | 96,000             |
| 2006年 | 51   | 172  | 32   | 52   | 9      | 0      | 8      | 29   | 27     | 23   | 1    | .302   | .393   | .494   | 156,000            |
| 2007年 | 143  | 547  | 100  | 156  | 28     | 4      | 25     | 103  | 73     | 73   | 4    | .285   | .367   | .488   | 156,000            |
| 2008年 | 93   | 337  | 43   | 99   | 17     | 0      | 9      | 45   | 38     | 47   | 0    | .294   | .370   | .424   |                    |
| 2009年 | 142  | 456  | 62   | 125  | 21     | 1      | 28     | 90   | 64     | 75   | 0    | .274   | .367   | .509   |                    |
| 2010年 | 145  | 482  | 55   | 132  | 24     | 1      | 21     | 84   | 67     | 98   | 0    | .274   | .361   | .459   |                    |
| 2011年 | 141  | 517  | 58   | 130  | 28     | 0      | 12     | 72   | 56     | 84   | 1    | .251   | .321   | .375   |                    |
| 累績   | 1202 | 4347 | 649  | 1239 | 248    | 12     | 173    | 753  | 539    | 667  | 13   | .285   | .363   | .467   | 564,000            |

## 軼事
- 松井有個外號叫哥吉拉（日文為）[16]，當時台灣媒體多稱呼他為酷斯拉(當時酷斯拉並未正名為哥吉拉)。

- 松井秀喜曾客串出演2002年上映的哥吉拉×機械哥吉拉，戲中角色就是他本人。

- 讀賣巨人時期曾參加日本節目「火焰挑戰者」，與業餘球員湊成的主持人隊九局一人制挑戰松井秀喜隊，主持人隊若能擊敗松井隊便可奪得獎金100萬日幣，進行至六局松井隊3比0領先情況下還被主持人隊要求增加三人出局對決一人出局，最終九局打完雙方3比3握手延和，也為製作單位省下100萬日幣。

- 松井秀喜在日職時即透露自己蒐集上千部日本成人影片的癖好，他說這是「松井流的紓壓」[17]，並酷愛淺倉舞、有賀美穂（日语：有賀美穂）等AV女優[18][19]，常不諱言與記者討論AV女優。這件事的發生是他在一次賽後訪問時，不知為何記者問及有關AV女優之事，不料平時不多話的松井，竟侃侃而談，據聞巨人隊多次關切私下請他"謹言慎行"，而且也希望記者不要提及此類話題，不過效果不大，這讓巨人隊廣宣相當頭大。2006年起松井受邀擔任「AV OPEN」特別評審。

- 松井秀喜在2002年，單季擊出50隻全壘打。他一直以打破王貞治在1964年創下單季55隻全壘打的日職記錄為目標，因此進入美國聯棒後，選擇55號為背號。

- 2003年，他加入美國職棒大聯盟。4月8日，第一次在洋基主場出賽，從雙城隊投手Joe Mays手上擊出滿貫全壘打，成為洋基隊隊史第一個首次在主場出賽就擊出滿貫全壘打的選手。這個球棒在2013年進入美國棒球名人堂博物館，公開展示。

- 松井在美國打球7年（2003年-2009年），但還是無法講出流利的英語[20]，在一般記者會中會用日語回答問題。隊友C·C·沙巴西亞提及，松井有不錯的英語能力。

- 2008年3月27日與一名25歲日本女性在紐約市結婚，由於隱私的關係，妻子的名字、戶籍及樣貌未被公開[21]。

- 在松井的家鄉石川縣能美市，設有「松井秀喜棒球博物館」，對外開放參觀。

- 2021年7月23日，東京奧運開幕式，松井攙扶著他的恩師長嶋茂雄，與王貞治一同在國立競技場內傳遞聖火[22]。

- 傳媒報導中，松井與同世代的日職巨星鈴木一朗有著瑜亮情結，不過松井本人否認了傳聞。表示兩人的打擊型態不同，「我是以長打自居的打者，一朗則是抱持著上壘意識打擊。」此外也不在意媒體的相關報導[23]。

## 外部連結
- 球員資訊和成績在MLB ，ESPN ，Retrosheet ，Baseball Reference ，Baseball Reference (Minors) ，Fangraphs ，The Baseball Cube （英文）
- 松井秀喜棒球資料館 （页面存档备份，存于）

| 前任： 科爾·漢梅爾斯 | 世界大賽最有價值球員獎 2009年 | 繼任： 埃德加·倫特利亞 |